# William Nygaard

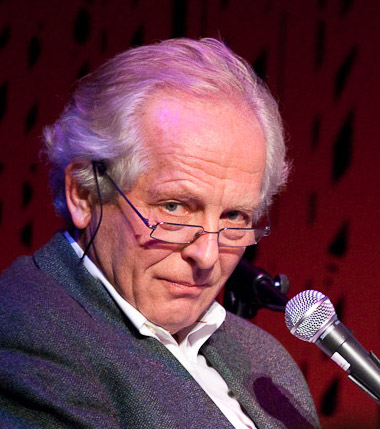
William Nygaard (Oktober 2009)

William Nygaard (* 16. März 1943 in Oslo) ist ein norwegischer Verleger.

## Leben
Nygaard hat im Jahr 1967 einen Abschluss in Wirtschaftswissenschaften absolviert und war von 1974 bis zum 31. März 2010 Geschäftsführer des Aschehoug-Verlages, wo er in die Fußstapfen seines Vaters Mads Wiel Nygaard sowie seines Großvaters William Martin Nygaard trat, die das Unternehmen in früheren Jahren leiteten, und wo ihn schließlich auch sein Sohn Mads Nygaard beerbt hat. Nygaard war zudem von 1987 bis 1990 Vorsitzender des Norwegischen Verleger-Verbundes. Vom 10. Juni 2010 bis zum Juni 2014 war er Vorsitzender des Norwegischen Rundfunks.
Nygaard hat zwei Kinder.
Rushdie-Buch und Mordanschlag
Am 12. April 1989 waren der Aschehoug-Verlag und William Nygaard verantwortlich für die Veröffentlichung der norwegischen Version von Salman Rushdies umstrittenen Roman Die satanischen Verse. Dies geschah zwei Monate nachdem Ajatollah Khomeini eine Fatwa gegen Rushdie und seine Verleger ausgesprochen hatte, in der er offen zum Mord an den an der Veröffentlichung beteiligten Personen aufrief. Infolge der Fatwa wurden Nygaard und der Übersetzer Kari Risvik unmittelbar bedroht, und Nygaard stand eine Zeit lang unter Polizeischutz.
Ungeachtet dessen wurde er am Morgen des 11. Oktober 1993 vor seinem Haus in der Dagaliveien-Straße im Osloer Stadtteil Vestre Aker von einem unbekannten Täter dreimal angeschossen. Obwohl die Tat nie gerichtsfest aufgeklärt wurde, führen die meisten Leute den Vorfall auf die Fatwa zurück. Nach einem mehrmonatigen Krankenhausaufenthalt, den er die meiste Zeit im Krankenhaus Sunnaas sykehus in Nesodden verbrachte, erholte sich Nygaard langsam wieder.

## Mitgliedschaften und Ehrungen
Vor wie auch nach dem Anschlag ist Nygaard ein ausgesprochener Verfechter der Redefreiheit und ist Vorstandsmitglied der norwegischen Abteilung der Schriftstellervereinigung P.E.N. Im Jahr 1994 wurde er mit dem Fritt-Ord-Preis ausgezeichnet. Er ist Mitglied der Norwegischen Akademie für Sprache und Literatur und war außerdem Mitglied im norwegischen Nationalmuseum für Kunst, Architektur und Design.